# Municipio de Bear Creek (condado de Henry)
El municipio de Bear Creek (en inglés: Bear Creek Township) es un municipio ubicado en el condado de Henry en el estado estadounidense de Misuri. En el año 2010 tenía una población de 183 habitantes y una densidad poblacional de 1,96 personas por km².

## Geografía
El municipio de Bear Creek se encuentra ubicado en las coordenadas 38°14′47″N 93°53′57″O / 38.24639, -93.89917. Según la Oficina del Censo de los Estados Unidos, el municipio tiene una superficie total de 93.49 km², de la cual 92,26 km² corresponden a tierra firme y (1,32 %) 1,24 km² es agua.

## Demografía
Según el censo de 2010, había 183 personas residiendo en el municipio de Bear Creek. La densidad de población era de 1,96 hab./km². De los 183 habitantes, el municipio de Bear Creek estaba compuesto por el 98,36 % blancos, el 1,09 % eran afroamericanos y el 0,55 % eran de una mezcla de razas. Del total de la población el 0 % eran hispanos o latinos de cualquier raza.